# Christian Haas (Musiker)

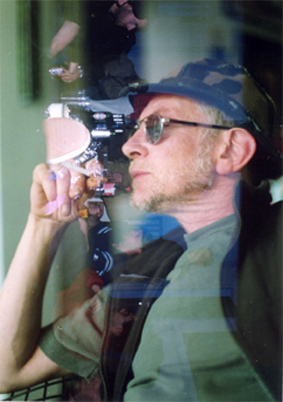
Chrislo Haas Kreuzberg/Berlin 2002

Christian Ludwig „Chrislo“ Haas (* 16. November 1956 in Aichach; † 23. Oktober 2004 in Berlin) war ein deutscher Musiker und Gründungsmitglied der Bands DAF und Der Plan sowie der Performancegruppe −Δ t.
Chrislo Haas prägte die deutsche Musikszene der 1980er Jahre maßgeblich durch sein Wirken am Synthesizer (Korg MS-20) bei Minus Delta t, DAF, CHBB als Vorläufer von Liaisons Dangereuses sowie später bei Crime and the City Solution. Er gilt als einer der Gründungsväter des Techno und der modernen elektronischen Tanzmusik. Auf Lunatec produzierte er mit Non-Eric den Track Go unter dem Projektnamen Armed Response. Die Maxi-Single wurde außerdem bei Mute Records veröffentlicht. Seine beiden Platten für das Label Tresor Records veröffentlichte er unter dem Namen „Chrislo“.
Haas ist einer der Protagonisten in Jürgen Teipels Doku-Roman Verschwende Deine Jugend.
Chrislo Haas starb Ende Oktober 2004 im Alter von 47 Jahren in einer Berliner Wohnung an einem Kreislaufkollaps infolge übermäßigen Alkoholkonsums.